# 머무르고 싶었던 순간들
머무르고 싶었던 순간들은 1969년 공개된 대한민국의 영화이다.

## 배역
- 신성일
- 고은아
- 윤정배
- 김성옥
- 박미영
- 김정옥
- 김신재
- 최삼
- 임성포
- 이용호
- 박기범
- 정도령
- 한재경